# José Antonio Medina (baloncestista)
José Antonio Medina Aldana (El Puerto de Santa María, Cádiz, 7 de julio de 1993) es un jugador de baloncesto profesional de nacionalidad española que pertenece a la plantilla del Hamar Hveragerði de la Subway deildin, primera división del baloncesto islandés. Mide 1,83 metros de altura y en la cancha se desempeña en la posición de base.

## Trayectoria
Iniciar su formación como baloncestista en distintos clubes andaluces como la Gymnastica Portuense o el CB Chipiona.
Juega la Liga EBA compitiendo para el DKV Jerez y Castilleja Cajasol, las temporadas 2009-10 y 2010-11.
En la temporada 2011-12 ficha por el Cáceres Patrimonio de la Humanidad, que lo destina a su equipo vinculado de la EBA, el Baños de Montemayor Villa Termal. Tras firmar unos números de 13,6 puntos 4 rebotes y 2 asistencias por partido, la siguiente campaña, el club extremeño anuncia su incorporación a la primera plantilla para disputar la liga LEB Oro 2012-13.
En septiembre de 2011 es convocado por la Federación Española de Baloncesto, por primera vez en su carrera deportiva, para representar a España en el primer mundial U-18 de 3x3, celebrado en la localidad italiana de Rimini.
Durante el verano de 2016 ficha por el Agustinos E.Leclerc de León (España) para formar parte del primer proyecto del equipo leonés en la competición profesional LEB Plata. En el partido ante el Arcos Albacete se proclama MVP de la jornada 16 de la LEB Plata tras firmar una actuación de 27 puntos, 7 rebotes, 7 asistencias y 10 faltas recibidas para 41 de valoración en la victoria de su equipo por 88-63.
En febrero de 2018 es traspasado al Globalcaja La Roda, donde terminó la temporada 2017-18.
En la temporada 2018-19 ficha por el Extremadura Plasencia.
El 4 de diciembre de 2019 ficha por el Münster de la ProB alemana.
El 8 de junio de 2020, Medina ficha por el Hamar Hveragerði de la 1. deild karla, la segunda categoría del baloncesto islandés. En el club islandés promedió 22 puntos y dio 11 asistencias en un partido, además de ser seleccionado como el mejor defensor de la liga y en el equipo élite de la liga.
En junio de 2021, firma por el Haukar Körfubolti de la 1. deild karla (baloncesto), segunda división del baloncesto islandés. Con Haukar ganó la 1ª división anotando 19 puntos y promedió 7 asistencias por partido. 
El 20 de julio de 2022, regresa al Hamar Hveragerði de la 1. deild karla, club en el que había jugado dos temporadas antes.

## Clubes
- DKV Jerez (2009-2010)
- Castilleja Cajasol (2010-2011)
- Baños de Montemayor Villa Termal (2011-2012)
- Cáceres Patrimonio de la Humanidad (2012-2014)
- Morón (2014-2015)
- Córdoba (2015-2016)
- Agustinos E.Leclerc (2016-2018)
- Globalcaja La Roda (2018)
- Extremadura Plasencia (2018-2019)
- Münster (2019-2020)
- Hamar Hveragerði (2020-2021)
- Haukar Körfubolti (2021-2022)
- Hamar Hveragerði (2022-)